# Llista de les pintures més cares
| Preu subhastat (en milions de dòlars) | Preu original (en milions de dòlars) | Pintura                                 | Artista               | Any  | Any de venda | Venedor                                | Comprador                   | Casa de subhastes                                      |
| ------------------------------------- | ------------------------------------ | --------------------------------------- | --------------------- | ---- | ------------ | -------------------------------------- | --------------------------- | ------------------------------------------------------ |
| 142.7                                 | 140                                  | No. 5, 1948                             | Jackson Pollock       | 1948 | 2006         | David Geffen                           | David Martinez Guzman       | venda privada                                          |
| 140.2                                 | 137.5                                | Woman III                               | Willem de Kooning     | 1953 | 2006         | David Geffen                           | Steven A. Cohen             | venda privada via Larry Gagosian                       |
| 137.6                                 | 135                                  | Retrat d'Adele Bloch-Bauer I            | Gustav Klimt          | 1907 | 2006         | Maria Altmann                          | Ronald Lauder, Neue Galerie | venda privada                                          |
| 129.7                                 | 82.5                                 | Retrat del Dr. Gachet                   | Vincent van Gogh      | 1890 | 1990         | família Siegfried Kramarsky            | Ryoei Saito                 | Christie's, Nova York                                  |
| 122.8                                 | 78.1                                 | Bal au moulin de la Galette, Montmartre | Pierre-Auguste Renoir | 1876 | 1990         | Betsey Whitney                         | Ryoei Saito                 | Sotheby's, Nova York                                   |
| 113.4                                 | 104.2                                | Garçon à la pipe                        | Pablo Picasso         | 1905 | 2004         | Greentree foundation (família Whitney) |                             | Sotheby's, Nova York                                   |
| 97.5                                  | 53.9                                 | Iris (pintura)                          | Vincent van Gogh      | 1889 | 1987         | John Whitney Payson                    | Alan Bond                   | Sotheby's, Nova York                                   |
| 97.0                                  | 95.2                                 | Dora Maar au Chat                       | Pablo Picasso         | 1941 | 2006         | família Gidwitz                        |                             | Sotheby's, Nova York                                   |
| 90.1                                  | 71.5                                 | Portrait de l'artiste sans barbe        | Vincent van Gogh      | 1889 | 1998         | hereus de Jacques Koerfer              |                             | Christie's, Nova York                                  |
| 89.1                                  | 87.9                                 | Retrat d'Adele Bloch-Bauer II           | Gustav Klimt          | 1912 | 2006         | Maria Altmann                          |                             | Christie's, Nova York                                  |
| 87.6                                  | 76.7                                 | Massacre dels Innocents                 | Peter Paul Rubens     | 1611 | 2002         | una família austríaca                  | Kenneth Thomson             | Sotheby's, Londres                                     |
| 81.7                                  | 49.2 (F300)                          | Les Noces de Pierrette                  | Pablo Picasso         | 1905 | 1989         | Fredrik Roos                           | Tomonori Tsurumaki          | Binoche et Godeau, París                               |
| 81.5                                  | 80.0                                 | False Start                             | Jasper Johns          | 1959 | 2006         | David Geffen                           | Kenneth C. Griffin          | venda privada, Richard Gray Gallery                    |
| 81.1                                  | 57                                   | Un Camp amb Xiprers                     | Vincent van Gogh      | 1889 | 1993         | fill d'Emil Georg Bührle               | Walter H. Annenberg         | venda privada via Steven Mazoh                         |
| 79.3                                  | 47.85                                | Yo, Picasso                             | Pablo Picasso         | 1901 | 1989         | Wendell Cherry                         | Stavros Niarchos            | Sotheby's, Nova York                                   |
| 74.6                                  | 60.5                                 | Rideau, Cruchon et Compotier            | Paul Cézanne          | 1894 | 1999         | família Whitney Family                 |                             | Sotheby's, Nova York                                   |
| 72.8                                  | 72.8                                 | Centre blanc                            | Mark Rothko           | 1950 | 2007         | David Rockefeller                      |                             | Sotheby's, Nova York                                   |
| 71.8                                  | 39.7                                 | Gerro amb quinze girasols               | Vincent van Gogh      | 1888 | 1987         | Helen Beatty                           | Yasuo Goto                  | Christie's, Londres                                    |
| 71.7                                  | 71.7                                 | Green Car Crash (Green Burning Car I)   | Andy Warhol           | 1963 | 2007         | David Rockefeller                      |                             | Christie's, Nova York                                  |
| 67.5                                  | 40.7                                 | Au Lapin Agile                          | Pablo Picasso         | 1904 | 1989         | Linda de Roulet                        | Walter H. Annenberg         | Sotheby's, Nova York                                   |
| 66.9                                  | 38.5                                 | Acrobate et jeune Arlequin              | Pablo Picasso         | 1905 | 1988         | hereu de Roger Janssen                 | Mitsukoshi                  | Christie's, Londres                                    |
| 65.6                                  | 55.0                                 | Femme aux Bras Croisés                  | Pablo Picasso         | 1902 | 2000         | família McCormick, Chicago             |                             | Christie's, Nova York                                  |
| 64.7                                  | 63.5                                 | Gaseta de Policia                       | Willem de Kooning     | 1955 | 2006         | David Geffen                           | Steven A. Cohen             | venda privada, Richard Gray Gallery                    |
| 62.0                                  | 48.4                                 | Le Rêve                                 | Pablo Picasso         | 1932 | 1997         | família Ganz                           | Wolfgang Flöttl             | Christie's, Nova York.                                 |
| 61.2                                  | 49.6                                 | Femme assise dans un jardin             | Pablo Picasso         | 1938 | 1999         | Robert Saidenberg                      |                             | Sotheby's, Nova York                                   |
| 60.8                                  | 47.5                                 | Dona Camperola Sobre un Fons de Blat    | Vincent van Gogh      | 1890 | 1997         |                                        | Stephen Wynn                | venda privada via Acquavella Galleries Inc., Nova York |
| 58.4                                  | 35.2                                 | Retrat d'un Halberdier                  | Pontormo              | 1537 | 1989         | Chauncey Devereaux Stillman            | Getty Museum                | Christie's, Nova York                                  |